# ティンクトーリス

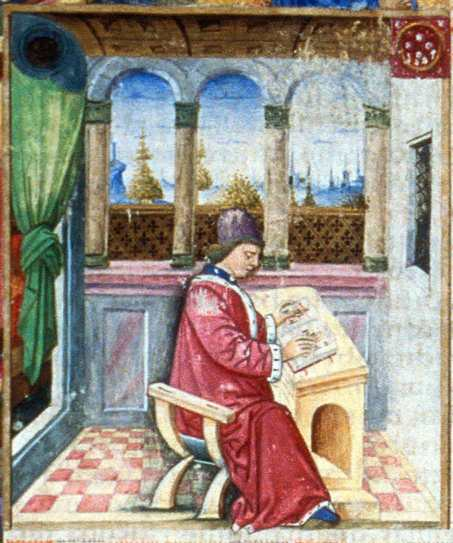
ティンクトーリス

ヨハネス・ティンクトーリス（Johannes Tinctoris, 1435年ごろ - 1511年）は、フランドル出身のルネサンス音楽の作曲家。

## 生涯
没後は、むしろ音楽理論家として名を遺した。オルレアンに学び、同地の聖歌隊長を務め。シャルトルで少年聖歌隊の指揮者を務めたこともあった。1460年に4ヵ月間カンブレー大聖堂に雇われたために、最晩年のギヨーム・デュファイに師事したと推測されている。少なくとも、長老世代のブルゴーニュ楽派を知っていたに違いない。1472年にナポリに行き、余生のほとんどをイタリアに過ごした。
ティンクトーリスは、数多くの音楽論を出版している。とりたてて独創的というわけではなく、ボエティウスやセビーリャのイシドルスらからの借用も含まれているものの、同時代の作曲家に使われた、技法上の実践例や手順について、非常に詳しい記録となっている。ティンクトーリスは最初の音楽事典（『 Diffinitorium musices』）の執筆者でもあった。ほかに教会旋法論やプロポラツィオ論、デュファイからジョスカンまでの声部書法や和声法の変遷を追った対位法論などの著作がある。当時ティンクトーリスは、作曲家としてまた音楽理論家として、非常に影響力のある存在だった。
ティンクトーリスはミサ曲やモテット、シャンソンを作曲した。作品はほとんど残っていないものの、複雑だがよどみなく流れるような対位法への愛着や、きわめて低いテッシトゥーラ（声域）への偏愛（バス声部に2オクターヴにわたる下降線が含まれており、オケゲムの作例に似ている）が認められる。
ティンクトーリスは聖職者や詩人・数学者・法学者としても有名である。画家としても秀でていたとする記録も残されているが、彼の絵画は現存していない。

## 著作
- Tinctoris, Johannes, Liber de arte contrapuncti, tr. Oliver Strunk, in Source Readings in Music History. New York, W.W. Norton & Co., 1950.
- Tinctoris, Johannes, Opus musices. Naples, c. 1483. Digitized codex at Somni
- Tinctoris, Johanni, Opera Omnia, Corpus Mensurabilis Musicae 18, ed. William Melan, American Institute of Musicology, 1976

## 関連文献
- Hüschen, Heinrich, "Johannes Tinctoris", in The New Grove Dictionary of Music and Musicians, ed. Stanley Sadie. 20 vol. London, Macmillan Publishers Ltd., 1980. ISBN 1-56159-174-2
- Palenik, Jeffrey, "The early career of Johannes Tinctoris: An examination of the music theorists Northern education and development". PhD Diss., Duke University: 2008.
- Gustave Reese, Music in the Renaissance. New York, W.W. Norton & Co., 1954. ISBN 0-393-09530-4